# Diós (Szerbia)
Diós (Дивош) település Szerbiában, a Vajdaságban, a Szerémségi körzetben, Szávaszentdemeter községben.

## Demográfiai változások
| 1948  | 1953  | 1961  | 1971  | 1981  | 1991  | 2002  |
| ----- | ----- | ----- | ----- | ----- | ----- | ----- |
| 1 387 | 1 495 | 1 614 | 1 644 | 1 618 | 1 527 | 1 585 |